# Werkverzeichnis von Camille Pissarro/Neoimpressionismus
Das Werkverzeichnis (Catalogue raisonné) des französischen Malers Camille Pissarro erschien 1939 in Paris. 2005 konnte nach 20-jähriger Vorarbeit ein völlig neuer Gesamtkatalog herausgegeben werden. In diesem Artikel wird die fünfte Periode Neoimpressionismus aufgelistet. Sein Werk lässt sich aufgrund seiner Arbeitsweisen und Aufenthaltsorte in folgende Perioden teilen:
| Zeitraum                                                                              | Bezeichnung                          | dt. Bezeichnung               | Werknummern 1939 | Werknummern 2005 |
| 1852–1860                                                                             | Années d’apprentissage               | Lehrjahre                     | 1–14             | 1–45             |
| 1852 · 1854 · 1856 · 1857 · 1858 · 1859 · 1860                                        |                                      |                               |                  |                  |
| 1861–1868                                                                             | Réalisme symbolique                  |                               | 15–69            | 46–131           |
| 1861 · 1862 · 1863 · 1864 · 1865 · 1866 · 1867 · 1868                                 |                                      |                               |                  |                  |
| 1869–1873                                                                             | La Formation du goût impressionniste | Reifebildung                  | 70–236           | 132–324          |
| 1869 · 1870· 1871 · 1872 · 1873                                                       |                                      |                               |                  |                  |
| 1874–1880                                                                             | Épanouissement de l’impressionnisme  | Blütezeit des Impressionismus | 237–528          | 325–640          |
| 1874 · 1875 · 1876 · 1877 · 1878 · 1879 · 1880                                        |                                      |                               |                  |                  |
| 1881–1890                                                                             | Néo-Impressionnisme                  | Neoimpressionismus            | 529–760          | 641–904          |
| 1881 · 1882 · 1883 · 1884 · 1885 · 1886 · 1887 · 1888 · 1889 · 1890                   |                                      |                               |                  |                  |
| 1891–1903                                                                             | Les dernières années                 | Die letzten Jahre             | 761–1316         | 905–1528         |
| 1891 · 1892 · 1893 · 1894 · 1895 · 1896 · 1897 · 1898 · 1899 · 1900· 1901· 1902· 1903 |                                      |                               |                  |                  |

Darüber hinaus gibt es noch eine Vielzahl von Zeichnungen, Holzschnitten, Gouaches und anderes, die unter den Nummern 1317–1668 (1939) gelistet sind.

## Werkverzeichnis
Das Werkverzeichnis beinhaltet und beschreibt das von 2005 (WV 2005) – herausgegeben vom Wildenstein Institut –, weil es gegenüber dem von 1939 (WV 1939) wesentlich umfassender und naturgemäß aktueller ist. Mithilfe der Sortierfunktion lässt sich das 1939er-Verzeichnis extrahieren.
| Illustration                                               | Jahr      | Titel [1939]                                                            | WV 1939 | WV 2005 | Technik                            | Standort                                                                | Stadt                | Inventar- nummer       | Format [cm]   |
| ---------------------------------------------------------- | --------- | ----------------------------------------------------------------------- | ------- | ------- | ---------------------------------- | ----------------------------------------------------------------------- | -------------------- | ---------------------- | ------------- |
|                                                            | 1881      | Vue sur la nouvelle prison de Pontoise, paysanne dans un champ          | 474     | 641     | Öl auf Leinwand                    | Privatsammlung, Zürich                                                  |                      |                        | 40 × 26       |
|                                                            | 1881      | Le Jardin de Maubuisson, Pontoise                                       | 529     | 642     | Öl auf Leinwand                    | Privatsammlung, Japan                                                   |                      |                        | 59,5 × 73     |
|                                                            | 1881      | Vue sur la nouvelle prison de Pontoise, printemps                       | 532     | 643     | Öl auf Leinwand                    | Privatsammlung                                                          |                      |                        | 60 × 74       |
|                                                            | 1881      | Le Jardin de Maubuisson, Pontoise                                       | 514     | 644     | Öl auf Leinwand                    | Verkauf bei Sotheby’s, London, 2000                                     |                      |                        | 60 × 74       |
| La Côte du Valhermeil à Auvers-sur-Oise                    | 1881      | La Côte du Valhermeil à Auvers-sur-Oise                                 | 504     | 645     | Öl auf Leinwand                    | Israel Museum                                                           | Jerusalem            |                        | 56 × 92       |
| Paysanne bêchant, jardin de Maubiusson, Pontoise           | 1881      | Paysanne bêchant, jardin de Maubiusson, Pontoise                        | 534     | 646     | Öl auf Leinwand                    | Privatsammlung                                                          |                      |                        | 46 × 55       |
|                                                            | 1881      | Paysanne et enfant dans les champs, Pontoise                            | 552     | 647     | Öl auf Leinwand                    | Privatsammlung                                                          |                      |                        | 41 × 27       |
| La Récolte, Pontoise                                       | 1881      | La Récolte, Pontoise                                                    | 516     | 648     | Öl auf Leinwand                    | Metropolitan Museum of Art, 1975                                        | New York             | 1975.1.197             | 46,1 × 55,2   |
| Paysanne et enfant dans les champs, Auvers-sur-Oise        | 1881      | Paysanne et enfant dans les champs, Auvers-sur-Oise                     | *       | 649     | Öl auf Leinwand                    | Nationalgalerie Prag, 1945                                              | Prag                 | O 12509                | 45,5 × 55     |
|                                                            | 1881      | Paysannes assises causant                                               | 536     | 650     | Öl auf Leinwand                    | Privatsammlung, Schweiz                                                 |                      |                        | 60,4 × 73     |
|                                                            | c. 1881   | Paysannes causant                                                       | 530     | 651     | Öl auf Leinwand                    | Privatsammlung, Schweiz                                                 |                      |                        | 35 × 27       |
|                                                            | 1881      | Paysannes au bois                                                       | 531     | 652     | Öl auf Leinwand                    | Privatsammlung                                                          |                      |                        | 55,5 × 46     |
| Jeune fille à la baguette                                  | 1881      | Jeune fille à la baguette                                               | 540     | 653     | Öl auf Leinwand                    | Musée d’Orsay, 1986                                                     | Paris                | R.F. 2013              | 81 × 64,5     |
|                                                            | 1881      | Deux jeunes paysannes causant sous les arbres, Pontoise                 | 541     | 654     | Öl auf Leinwand                    | Privatsammlung                                                          |                      |                        | 81 × 65       |
|                                                            | 1881      | Paysannes au repos                                                      | 542     | 655     | Öl auf Leinwand                    | The Toledo Museum of Art, 1935                                          | Toledo (Ohio)        | 1935.6                 | 81 × 65       |
| La Gardeuse de chèvre                                      | 1881      | La Gardeuse de chèvre                                                   | 546     | 656     | Öl auf Leinwand                    | Metropolitan Museum of Art, 1994                                        |                      |                        | 81,3 × 65,4   |
|                                                            | 1881      | Paysanne ramassant de l’herbe                                           | 543     | 657     | Öl auf Leinwand                    | Privatsammlung, USA                                                     |                      |                        | 116 × 90      |
| La Conversation                                            | c. 1881   | La Conversation                                                         | 544     | 658     | Öl auf Leinwand                    | Nationalmuseum für westliche Kunst, 1959                                | Tokio                | P. 1959-165            | 65,3 × 54     |
|                                                            | 1881      | La Cueillette des pommes                                                | 545     | 659     | Öl auf Leinwand                    | Privatsammlung                                                          |                      |                        | 65 × 54       |
|                                                            | c. 1881   | Jardin du quai du Pothuis, Pontoise                                     | 570     | 660     | Öl auf Leinwand                    | Privatsammlung, Beverly Hills (1961)                                    |                      |                        | 55 × 46       |
| Jeune paysanne au chapeau de paille                        | 1881      | Jeune paysanne au chapeau de paille                                     | 548     | 661     | Öl auf Leinwand                    | National Gallery of Art, 1970                                           | Washington           | 1970.17.52             | 73,4 × 59,6   |
| Le Petit Déjeuner, jeune paysanne prenant son café au lait | 1881      | Le Petit Déjeuner, jeune paysanne prenant son café au lait              | 549     | 662     | Öl auf Leinwand                    | The Art Institute of Chicago, 1922                                      | Chicago              | 1922.433               | 63,9 × 54,4   |
| Felix Pissarro, au béret rouge                             | 1881      | Felix Pissarro, au béret rouge                                          | 550     | 663     | Öl auf Leinwand                    | Tate Gallery, 1997                                                      | London               | NO5574                 | 55,2 × 46,4   |
|                                                            | c. 1881   | Petite paysanne, étude                                                  | 424     | 664     | Öl auf Leinwand                    | Privatsammlung                                                          |                      |                        | 55 × 46       |
|                                                            | 1881      | Berger et laveuses à Montfoucault                                       | 535     | 665     | Öl auf Leinwand                    | Mohamed Mahmoud Khalil Museum                                           | Giseh                | 101                    | 65 × 80       |
| La Sente des Pouilleux                                     | 1881      | La Sente des Pouilleux, Pontoise                                        | 538     | 666     | Öl auf Leinwand                    | Privatsammlung                                                          |                      |                        | 56 × 47       |
|                                                            | 1881      | Chemin creux, vue sur Épluches                                          | 539     | 667     | Öl auf Leinwand                    | Göteborgs konstmuseum, 1918                                             | Göteborg             | GKM WL34               | 65 × 81,5     |
| Effet de pluie au Valhermeil, Auvers-sur-Oise              | 1881      | Effect de pluie au Valhermeil, Auvers-sur-Oise                          | 533     | 668     | Öl auf Leinwand                    | Privatsammlung, Vereinigtes Königreich (1998)                           |                      |                        | 38 × 46       |
|                                                            | 1882      | Effet de neige avec vaches à Montfoucault                               | 554     | 669     | Öl auf Leinwand                    | Verkauf bei Christie’s, New York, 1999                                  |                      |                        | 46 × 55       |
|                                                            | 1882      | Effet de neige à Osny, «La Ferme à Noël»                                | 555     | 670     | Öl auf Leinwand                    | - unbekannt -                                                           |                      |                        | 37 × 46       |
| Les Sarcleuses, Pontoise                                   | 1882      | Les Sarcleuses, Pontoise                                                | 563     | 671     | Öl auf Leinwand                    | Privatsammlung, Genf (Schweiz)                                          |                      |                        | 63 × 77       |
|                                                            | 1882      | Inondation à Pontoise                                                   | 557     | 672     | Öl auf Leinwand                    | Privatsammlung                                                          |                      |                        | 54 × 65       |
|                                                            | 1882      | Les Coteaux du Chou, Pontoise                                           | 560     | 673     | Öl auf Leinwand                    | Privatsammlung, USA                                                     |                      |                        | 61 × 73,3     |
| Les Sarcleuses, Pontoise                                   | c. 1882   | Les Coteaux du Chou, Pontoise                                           | 561     | 674     | Öl auf Leinwand                    | Museum Boijmans Van Beuningen, 1917                                     | Rotterdam            | 1663 MK                | 54,5 × 65     |
|                                                            | 1882      | Le Chou à Pontoise                                                      | 562     | 675     | Öl auf Leinwand                    | Verkauf bei Sotheby’s, New York, 1994                                   |                      |                        | 73 × 92       |
|                                                            | c. 1882   | Félix Pissarro, en jupe                                                 | 620     | 676     | Öl auf Leinwand                    | Fondation Bemberg                                                       | Toulouse             | 2079                   | 46,5 × 38,5   |
|                                                            | 1882      | Paysanne bêchant                                                        | 573     | 677     | Öl auf Leinwand                    | Privatsammlung                                                          |                      |                        | 65 × 54       |
| Paysanne bêchant                                           | 1882      | Paysanne bêchant                                                        | 577     | 678     | Öl auf Leinwand                    | Privatsammlung, USA                                                     |                      |                        | 65 × 54       |
| Paysanne dans un champ, La Varenne-Saint-Hilaire           | 1882      | Paysanne dans un champ, La Varenne-Saint-Hilaire                        | 580     | 679     | Öl auf Leinwand                    | Museo Nacional de Bellas Artes, 1913                                    | Buenos Aires         | 2717                   | 88 × 48       |
| Paysannes gardant des vaches, Pontoise                     | 1882      | Paysannes gardant des vaches, Pontoise                                  | 567     | 680     | Öl auf Leinwand                    | Paul Mellon, Upperville (Va.) (1963)                                    |                      |                        | 65 × 81       |
| La Petite Bonne de campagne                                | 1882      | La Petite Bonne de campagne                                             | 575     | 681     | Öl auf Leinwand                    | Tate Gallery, 1997                                                      | London               | NO5575                 | 63,5 × 53     |
| Le Marché à la volaille, Pontoise                          | 1882      | Le Marché à la volaille, Pontoise                                       | 576     | 682     | Öl auf Leinwand                    | Norton Simon Art Museum, 1984                                           | Pasadena             | M. 1984.2              | 81,7 × 65,7   |
| Le Repos, paysanne couchée dans l’herbe, Pontoise          | 1882      | Le Repos, paysanne couchée dans l’herbe, Pontoise                       | 565     | 683     | Öl auf Leinwand                    | Kunsthalle Bremen, 1967                                                 | Bremen               | 960-1967/8             | 64,5 × 78     |
|                                                            | 1882      | Le Boûter, enfant et jeune paysanne au repos                            | 553     | 684     | Öl auf Leinwand                    | Tel Aviv Museum of Art                                                  | Tel Aviv             |                        | 60 × 73       |
| La Vaisselle                                               | 1882      | La Vaisselle                                                            | 579     | 685     | Öl auf Leinwand                    | Fitzwilliam Museum, 1947                                                | Cambridge            | PD. 53-1947            | 81,9 × 64,8   |
|                                                            | c. 1882   | Paysanne assise et enfant                                               | 551     | 686     | Öl auf Leinwand                    | Privatsammlung                                                          |                      |                        | 48 × 65       |
|                                                            | 1882      | Paysanne assise au bord d’un chemin                                     | 578     | 687     | Öl auf Leinwand                    | Yamagata Museum of Art, 1996                                            | Yamagata             |                        | 57,2 × 45,1   |
| Femme et enfant au puits                                   | 1882      | Femme et enfant au puits                                                | 574     | 688     | Öl auf Leinwand                    | The Art Institute of Chicago, 1922                                      | Chicago              | 1922.436               | 81,5 × 66,4   |
|                                                            | c. 1882   | Paysanne, intérieur                                                     | 566     | 689     | Öl auf Leinwand                    | Kunstmuseum Bern, 1960                                                  | Bern                 | 1872                   | 38 × 46       |
|                                                            | 1882      | Paysanne assise                                                         | 572     | 690     | Öl auf Leinwand                    | Privatsammlung (1979)                                                   |                      |                        | 55 × 46       |
|                                                            | 1882      | Lisière de bois, Pontoise                                               | 571     | 691     | Öl auf Leinwand                    | Privatsammlung, USA                                                     |                      |                        | 73 × 60       |
|                                                            | 1882      | Lisière de bois, Pontoise                                               | 564     | 692     | Öl auf Leinwand                    | Privatsammlung, Japan                                                   |                      |                        | 46 × 55       |
|                                                            | 1882      | La Côte Lézard à Pontoise                                               | 568     | 693     | Öl auf Leinwand                    | Kagoshima City Museum                                                   | Kagoshima            | 0-871-001              | 80 × 65       |
|                                                            | 1882      | Chemin de l’Écluse, Saint-Ouen-l’Aumône                                 | 569     | 694     | Öl auf Leinwand                    | Privatsammlung, New York                                                |                      |                        | 65 × 55       |
| Les Carrières du Chou, Pontoise                            | 1882      | Les Carrières du Chou, Pontoise                                         | 559     | 695     | Öl auf Leinwand                    | Verkauf bei Sotheby’s, New York, 2001                                   |                      |                        | 54 × 65,5     |
| Le Jardin de Maubuisson, Pontoise, la mère Bellette        | 1882      | Le Jardin de Maubuisson, Pontoise, la mère Bellette                     | 558     | 696     | Öl auf Leinwand                    | Horace C. Flanigan, New York (1965)                                     |                      |                        | 54 × 65       |
|                                                            | 1882      | Quai du Pothuis, temps gris lumieneux, Pontoise                         | 556     | 697     | Öl auf Leinwand                    | Musée d’art moderne André Malraux, 2004                                 | Le Havre             | 2004-3-54              | 46 × 61       |
|                                                            | 1883      | La Route de Pontoise, Osny                                              | 581     | 698     | Öl auf Leinwand                    | Verkauf bei Germann, Zürich (1979)                                      |                      |                        | 41 × 32       |
|                                                            | 1883      | La Grande-Rue à Osny                                                    | 582     | 699     | Öl auf Leinwand                    | Verkauf bei Knoedler, New York (1960)                                   |                      |                        | 60 × 73       |
| Sente de la Ravinière à Osny                               | 1883      | Sente de la Ravinière à Osny                                            | 585     | 700     | Öl auf Leinwand                    | Musée des Beaux-Arts                                                    | Valenciennes         | P.46.1.406             | 55,6 × 46,2   |
|                                                            | 1883      | La Ferme du Friche à Osny                                               | 583     | 701     | Öl auf Leinwand                    | Ron Hall, Dallas (Texas)                                                |                      |                        | 46 × 54       |
|                                                            | 1883      | La Ferme du Friche à Osny, vaches s’abreuvant                           |         | 702     | Öl auf Leinwand                    | Baudoin Lebon, Paris (c. 1997)                                          |                      |                        | 32,4 × 41,4   |
|                                                            | 1883      | Vue sur le village d’Osny                                               | 584     | 703     | Öl auf Leinwand                    | Privatsammlung                                                          |                      |                        | 60 × 73       |
| Bords de la Viosne à Osny, temps gris, hiver               | 1883      | Bords de la Viosne à Osny, temps gris, hiver                            | 586     | 704     | Öl auf Leinwand                    | National Gallery of Victoria, 1927                                      | Melbourne            | 3466.3                 | 65,3 × 54,5   |
| La Ferme de Busagny et la Viosne à Osny                    | 1883      | La Ferme de Busagny et la Viosne à Osny                                 | 588     | 705     | Öl auf Leinwand                    | Privatsammlung, Venezuela                                               |                      |                        | 65 × 54       |
| La Charcutière                                             | 1883      | La Charcutière                                                          | 615     | 706     | Öl auf Leinwand                    | Tate Gallery, 1997                                                      | London               | NO5576                 | 65,1 × 54,3   |
|                                                            | 1883      | Faiseuses d’herbe                                                       | 616     | 707     | Öl auf Leinwand                    | Privatsammlung                                                          |                      |                        | 65 × 54       |
|                                                            | 1883      | Femme bêchant                                                           | 618     | 708     | Öl auf Leinwand                    | The Philip and janice Levin Foundation, New York (2001)                 |                      |                        | 46 × 38       |
|                                                            | c. 1883   | Paysanne assise                                                         | 614     | 709     | Öl auf Leinwand                    | - unbekannt -                                                           |                      |                        | 60 × 73,5     |
| Le Triage de choux                                         | 1883–1885 | Le Triage de choux                                                      | 617     | 710     | Öl auf Leinwand                    | National Gallery of Art, 1994                                           | Washington           | 1994.59.6              | 81,5 × 65     |
|                                                            | c. 1883   | Paysage à Osny, vue de la ferme                                         | 598     | 711     | Öl auf Leinwand                    | UCLA Hammer Museum, 1990                                                | Los Angeles          | AH.90.55               | 76,8 × 124,5  |
|                                                            | c. 1883   | Pommiers, étude                                                         | 590     | 712     | Öl auf Leinwand                    | Gérard Valentin, Sao Paulo                                              |                      |                        | 54 × 65       |
|                                                            | 1883      | La Route d’Osny                                                         | 591     | 713     | Öl auf Leinwand                    | Privatsammlung, USA                                                     |                      |                        | 54 × 65       |
| La Vanne du Moulinard, Osny                                | 1883      | La Vanne du Moulinard, Osny                                             | 592     | 714     | Öl auf Leinwand                    | Privatsammlung                                                          |                      |                        | 93 × 73       |
|                                                            | 1883      | Châtaigniers à Osny                                                     | 593     | 715     | Öl auf Leinwand                    | Kunstmuseum Basel, 1970                                                 | Basel                |                        | 46 × 38       |
|                                                            | 1883      | Petit pont sur la Viosne, Osny                                          | 594     | 716     | Öl auf Leinwand                    | Privatsammlung, Paris (1963)                                            |                      |                        | 54 × 65       |
|                                                            | 1883      | Paysage à Osny prés de l’abreuvoir                                      | 596     | 717     | Öl auf Leinwand                    | Verkauf bei Sotheby’s, New York, 2003                                   |                      |                        | 71,3 × 92,7   |
|                                                            | 1883      | Paysage avec meules, Osny                                               | 589     | 718     | Öl auf Leinwand                    | Verkauf bei Sotheby’s, London, 1979                                     |                      |                        | 46 × 55       |
|                                                            | c. 1883   | Paysanne portant un ballot                                              |         | 719     | Öl auf Leinwand                    | Privatsammlung, Schweiz                                                 |                      |                        | 27,5 × 18,5   |
|                                                            | 1883      | La Batterie à Montfoucault                                              | *       | 720     | Öl auf Leinwand                    | Verkauf bei Sotheby’s, New York, 1991                                   |                      |                        | 32,5 × 40,5   |
| Paysanne portant deux bottes de foin                       | 1883      | Paysanne portant deux bottes de foin                                    |         | 721     | Öl auf Leinwand                    | Dallas Museum of Art, 1981                                              | Dallas               | 1981.132               | 73,4 × 60     |
|                                                            | 1883      | Environs de Rouen                                                       |         | 722     | Öl auf Leinwand                    | Privatsammlung                                                          |                      |                        | 21,5 × 27     |
|                                                            | 1883      | Environs de Rouen                                                       |         | 723     | Öl auf Leinwand                    | Privatsammlung                                                          |                      |                        | 27 × 34,5     |
| Place Lafayette, Rouen                                     | 1883      | Place Lafayette, Rouen                                                  | 601     | 724     | Öl auf Leinwand                    | Courtauld Institute Galleries, 1932                                     | London               | P. 1932.SC.319         | 46,3 × 55,7   |
|                                                            | 1883      | Cours-laReine, Rouen, après-midi de soleil                              | 602     | 725     | Öl auf Leinwand                    | Galerie Daniel Malingue, Paris                                          |                      |                        | 54 × 65       |
|                                                            | 1883      | Cours-laReine, Rouen, soleil cuchant                                    | 603     | 726     | Öl auf Leinwand                    | Privatsammlung, Europa (2003)                                           |                      |                        | 54 × 65       |
| Quai de Paris et pont Corneille à Rouen, soleil            | 1883      | Quai de Paris et pont Corneille à Rouen, soleil                         | 606     | 727     | Öl auf Leinwand                    | Philadelphia Museum of Art, 1978                                        | Philadelphia         | 1978-1-25              | 54,3 × 64,4   |
| Le Pont Corneille et péniches à Rouen                      | 1883      | Le Pont Corneille et péniches à Rouen                                   | 605     | 728     | Öl auf Leinwand                    | Columbus Museum of Art, 1990                                            | Columbus, Ohio       | 1991.001.053           | 54,3 × 65,2   |
|                                                            | 1883      | L’Île Lacroix et le pont Corneille à Rouen, temps gris                  | 604     | 729     | Öl auf Leinwand                    | Verkauf bei Christie’s, New York, 1998                                  |                      |                        | 54,3 × 66     |
|                                                            | 1883      | Vue sur l’île Lacroix et le pont Corneille à Rouen, temps gris lumineux | 607     | 730     | Öl auf Leinwand                    | Worcester Art Museum, 1998                                              | Worchester (Mass.)   | 1998.213               | 54,3 × 65,5   |
|                                                            | c. 1883   | Place de la République à Rouen, avec tramway                            | 609     | 731     | Öl auf Leinwand                    | Verkauf im Palais d’Orsay, Drouot-Rive, 1977                            |                      |                        | 46 × 50       |
|                                                            | 1883      | Place de la République à Rouen                                          | 608     | 732     | Öl auf Leinwand                    | Gemäldesammlung Abels, Köln                                             |                      |                        | 46 × 55       |
|                                                            | 1883      | La Seine à Rouen, étude                                                 | 610     | 733     | Öl auf Leinwand                    | Verkauf im Hôtel George V, Pairs 1992                                   |                      |                        | 46 × 55,5     |
|                                                            | 1883      | Bateau à vapeur, Rouen                                                  | 611     | 734     | Öl auf Leinwand                    | Verkauf bei Christie’s, New York, 1985                                  |                      |                        | 46,5 × 55,5   |
|                                                            | 1883      | La Côte Sainte-Catherine à Rouen                                        | 612     | 735     | Öl auf Leinwand                    | Privatsammlung                                                          |                      |                        | 54 × 65       |
|                                                            | 1883      | La Cathédrale Notre-Dame, Rouen                                         | 613     | 736     | Öl auf Leinwand                    | Privatsammlung, Schweiz (1963)                                          |                      |                        | 65 × 55       |
| Falaises aux Petites-Dalles                                | 1883      | Falaises aux Petites-Dalles                                             | 599     | 737     | Öl auf Leinwand                    | Verkauf bei Sotheby Parke Bernet, New York, 1984                        |                      |                        | 54 × 65       |
| **                                                         | c. 1883   | Marine aux Petites-Dalles                                               | 600     | 738     | Öl auf Leinwand                    | - unbekannt -                                                           |                      |                        | 54 × 65       |
|                                                            | 1883      | Paysanne se chauffant                                                   | 619     | 739     | Öl auf Leinwand                    | Verkauf bei Christie’s, London, 2005                                    |                      |                        | 73 × 60       |
|                                                            | c. 1883   | Jeanne dite Cocotte, et Ludovic-Rodolphe Pissarro sur un tapis          | 621     | 740     | Öl auf Leinwand                    | Paul Mellon, Upperville (Va.) (1963)                                    |                      |                        | 33 × 41       |
|                                                            | 1883      | Vue du village d’Osny                                                   | 597     | 741     | Öl auf Leinwand                    | Privatsammlung, Genf (1993)                                             |                      |                        | 56 × 92       |
|                                                            | 1883      | Vue de Pontoise                                                         | 587     | 742     | Öl auf Leinwand                    | Frau Chavan-Hegnauer, Lausanne (1957)                                   |                      |                        | 46 × 55       |
|                                                            | 1884      | Le Lavoir du Grand-Moulin à Osny, effet de neige, soleil                | 622     | 743     | Öl auf Leinwand                    | Verkauf bei Sotheby’s, London, 1979                                     |                      |                        | 46 × 38       |
|                                                            | 1884      | Effet de neige à Osny                                                   | 623     | 744     | Öl auf Leinwand                    | Privatsammlung                                                          |                      |                        | 41 × 32       |
|                                                            | 1884      | Vue sur le village d’Osny                                               | 624     | 745     | Öl auf Leinwand                    | Galerie Krugier, Genf                                                   |                      |                        | 55 × 46       |
|                                                            | 1884      | Le Château de Busagny, Osny                                             | 625     | 746     | Öl auf Leinwand                    | Privatsammlung, Tokio (1998)                                            |                      |                        | 54 × 65       |
|                                                            | 1884      | Petit-Moulin et prairie à Osny                                          | 626     | 747     | Öl auf Leinwand                    | Museum of Art, Rhode Island School of Design, 1972                      | Providence (R.I.)    | 72.096                 | 54,2 × 65,5   |
| Lavoir et Petit-Moulin à Osny                              | 1884      | Lavoir et Petit-Moulin à Osny                                           | 595     | 748     | Öl auf Leinwand                    | Privatsammlung, London                                                  |                      |                        | 65,3 × 54,3   |
|                                                            | 1884      | Route d’Ennery à Osny                                                   | 627     | 749     | Öl auf Leinwand                    | Privatsammlung                                                          |                      |                        | 45 × 65       |
| Vue sur la ville de Pontoise                               | 1884      | Vue sur la ville de Pontoise                                            | 628     | 750     | Öl auf Leinwand                    | Fujikawa Gallery (1986)                                                 | Tokio                |                        | 59 × 73       |
|                                                            | c. 1884   | Paysage à Osny                                                          | 629     | 751     | Öl auf Leinwand                    | Columbus Museum of Art, 1952                                            | Columbus, Ohio       | 1952.020               | 45,7 × 55,6   |
|                                                            | 1884      | Entrée du village d’Éragny                                              | 636     | 752     | Öl auf Leinwand                    | Pola Museum of Art                                                      | Kanagawa (Japan)     | 997-0029               | 50,2 × 61,3   |
|                                                            | c. 1884   | Entrée du village d’Éragny                                              | *       | 753     | Öl auf Leinwand                    | Galerie Pierre Levy, Paris                                              |                      |                        | 46,5 × 38,5   |
|                                                            | c. 1884   | L’Égise et le manoir d’Éragny                                           | 630     | 754     | Öl auf Leinwand                    | Museum für Moderne Kunst, 1996                                          | Takasaki             | 1567                   | 54,5 × 63     |
|                                                            | 1884      | Brouillard à Éragny                                                     | 634     | 755     | Öl auf Leinwand                    | - unbekannt -                                                           |                      |                        | 36 × 48       |
| Vue de Bazincourt                                          | 1884      | Vue de Bazincourt, temps clair                                          | 633     | 756     | Öl auf Leinwand                    | Sammlung Juan Antonio Pérez Simón, 1993                                 | Mexiko               |                        | 54,3 × 64,8   |
|                                                            | 1884      | Pommier, vue sur le village d’Éragny                                    | 635     | 757     | Öl auf Leinwand                    | Verkauf bei Christie’s, New York, 1996                                  |                      |                        | 46,7 × 56     |
| L’Église et le manoir d’Éragny                             | 1884      | L’Église et le manoir d’Éragny                                          | 642     | 758     | Öl auf Leinwand                    | Walters Art Gallery, 1991                                               | Baltimore            | 372.653                | 66,8 × 54     |
|                                                            | 1884      | Soleil coucahnt à Éragny                                                | 638     | 759     | Öl auf Leinwand                    | Privatsammlung, Japan                                                   |                      |                        | 41 × 33       |
|                                                            | 1884      | Le Petit Lavoir                                                         | 640     | 760     | Öl auf Leinwand                    | - unbekannt -                                                           |                      |                        | 41 × 33       |
|                                                            | 1884      | Le Lavoir de Bazincourt                                                 | 641     | 761     | Öl auf Leinwand                    | - unbekannt -                                                           |                      |                        | 65 × 54       |
|                                                            | 1884      | L’Abreuvoir d’Éragny                                                    | 644     | 762     | Öl auf Leinwand                    | Privatsammlung                                                          |                      |                        | 54 × 65       |
|                                                            | 1884      | Les Bords de l’Epte à Éragny                                            | 643     | 763     | Öl auf Leinwand                    | Verkauf in Genf (1991)                                                  |                      |                        | 54 × 65       |
|                                                            | 1884      | Paysanne assise et chèvre                                               | 650     | 764     | Öl auf Leinwand                    | Verkauf bei Sam Salz an eine Privatsammlung, USA (1959)                 |                      |                        | 60 × 73       |
|                                                            | 1884      | Paysanne poussant une vrouette, Éragny                                  | 639     | 765     | Öl auf Leinwand                    | Privatsammlung (1950)                                                   |                      |                        | 55 × 46       |
| La Faneuse                                                 | 1884      | La Faneuse                                                              | 651     | 766     | Öl auf Leinwand                    | Sammlung Juan Antonio Pérez Simón, 1993                                 | Mexiko               | 10384                  | 73,5 × 60     |
| Eugénie Estruc dite Nini, en buste                         | 1884      | Eugénie Estruc dite Nini, en buste                                      | 654     | 767     | Öl auf Leinwand                    | Ny Carlsberg Glyptotek, 2002                                            | Kopenhagen           | M.I.N. 3579            | 65 × 54       |
|                                                            | c. 1884   | Eugénie Estruc dite Nini, en pied                                       | 653     | 768     | Öl auf Leinwand                    | Privatsammlung, USA                                                     |                      |                        | 73,5 × 60     |
|                                                            | 1884      | Eugénie Estruc dite Nini, à la fenêtre, Éragny                          | 652     | 769     | Öl auf Leinwand                    | Musée National des Beaux-Arts, 1930                                     | Algier               | I.G. 1069              | 54 × 45       |
| La Servante assise dans le jardin d’Éragny                 | 1884      | La Servante assise dans le jardin d’Éragny                              | 655     | 770     | Öl auf Leinwand                    | Privatsammlung, Vereinigtes Königreich                                  |                      |                        | 60 × 75       |
|                                                            | 1884      | Les Coteux de Thierceville vus de la cavée, environs d’Éragny           | 648     | 771     | Öl auf Leinwand                    | Fred Strass (1966), Verkauf bei Christie’s, New York, 2009              |                      |                        | 54 × 65       |
| Ferme à Bazincourt                                         | c. 1884   | Ferme à Bazincourt                                                      | 645     | 772     | Öl auf Leinwand                    | Wallraf-Richartz-Museum, 2001                                           | Köln                 | WRM/FC 693             | 54 × 65       |
|                                                            | 1884      | Vieilles maisons à Éragny                                               | 682     | 773     | Öl auf Leinwand                    | Verkauf bei Sotheby’s, New York, 1997                                   |                      |                        | 46 × 55,5     |
| Maison de paysan à Éragny                                  | 1884      | Maison de paysan à Éragny                                               | 646     | 774     | Öl auf Leinwand                    | Verkauf bei Acquavella Galleries, New York an eine Privatsammlung, 1994 |                      |                        | 46 × 55       |
|                                                            | 1884      | Vachère à Éragny                                                        | 701     | 775     | Öl auf Leinwand                    | Museum of Modern Art                                                    | Saitama              | O-30                   | 59,7 × 73,3   |
|                                                            | 1884      | La Briqueterie Delafolie à Éragny                                       | 681     | 776     | Öl auf Leinwand                    | Lord und Lady Ridley-Tree, Santa Barbara (Kalif.)                       |                      |                        | 47 × 55       |
|                                                            | 1884      | Vue sur le village d’Éragny                                             | 649     | 777     | Öl auf Leinwand                    | Privatsammlung, Japan                                                   |                      |                        | 46 × 56       |
|                                                            | 1884      | Les Meules et le clocher de l’église à Éragny                           | 647     | 778     | Öl auf Leinwand                    | Jorge Oster, Argentinien (1962)                                         |                      |                        | 54 × 65       |
|                                                            | 1884      | Le Sentier de Bazincourt, automne                                       | 637     | 779     | Öl auf Leinwand                    | Verkauf bei Sotheby’s, New York, 1995                                   |                      |                        | 65 × 54       |
|                                                            | 1884      | Les Coteux de Gisors                                                    | 734     | 780     | Öl auf Leinwand                    | Privatsammlung, Schweiz                                                 |                      |                        | 54 × 65       |
|                                                            | 1884      | Vue de Bazincourt, neige                                                | 631     | 781     | Öl auf Leinwand                    | Privatsammlung, Schweiz, 1999                                           |                      |                        | 32,5 × 41     |
| Vue de Bazincourt, effet de neige                          | 1884      | Vue de Bazincourt, effet de neige                                       | 632     | 782     | Öl auf Leinwand                    | The Fine Arts Museums of San Francisco, 1962                            | San Francisco        | 1962.20                | 46,7 × 55,5   |
|                                                            | 1885      | Effet de neige à Éragny, la route de Girors                             | 656     | 783     | Öl auf Leinwand                    | Privatsammlung                                                          |                      |                        | 54 × 65       |
|                                                            | 1885      | Route enneigée avec maison, environs d’Éragny                           |         | 784     | Öl auf Leinwand                    | Privatsammlung, Schweiz (1954)                                          |                      |                        | 33,5 × 41     |
|                                                            | 1885      | Route enneigée, environs d’Éragny                                       |         | 785     | Öl auf Leinwand                    | Verkauf bei Sotheby Parke Bernet, New York, 1980                        |                      |                        | 54 × 65       |
|                                                            | 1885      | Soleil couchant, hiver, esquisse                                        | 657     | 786     | Öl auf Leinwand                    | Verkauf bei Sotheby’s, London, 1995                                     |                      |                        | 40 × 47       |
| Le Clocher de Bazincourt                                   | 1885      | Le Clocher de Bazincourt                                                | 663     | 787     | Öl auf Leinwand                    | Saint Louis Art Museum, 1955                                            | St. Louis (Mo.)      | 178:1955               | 64,2 × 52,7   |
|                                                            | 1885      | Entrée du village de Bazincourt                                         | 662     | 788     | Öl auf Leinwand                    | Privatsammlung, Paris                                                   |                      |                        | 46 × 38       |
|                                                            | 1885      | Prairie de Bazincourt                                                   | 659     | 789     | Öl auf Leinwand                    | Verkauf bei Sotheby’s, New York, 1995                                   |                      |                        | 46 × 55       |
| Vue sur le village d’Éragny                                | 1885      | Vue sur le village d’Éragny                                             | 667     | 790     | Öl auf Leinwand                    | Birmingham Museum of Art                                                | Bermingham (Alabama) |                        | 59,7 × 73     |
|                                                            | c. 1885   | Entrée du village d’Éragny                                              | 661     | 791     | Öl auf Leinwand                    | Ashmolean Museum of Art and Archaeology, 1939                           | Oxford               | W.A. 1940.1.12 – A 630 | 38 × 46       |
|                                                            | 1885      | Prairie à Éragny, pommier en fleur                                      | 664     | 792     | Öl auf Leinwand                    | Privatsammlung, Japan                                                   |                      |                        | 54 × 65       |
|                                                            | 1885      | Printemps à Éragny                                                      | 665     | 793     | Öl auf Leinwand                    | Privatsammlung, Japan (1998)                                            |                      |                        | 65,2 × 64     |
|                                                            | c. 1885   | Entrée du village d’Éragny                                              | 666     | 794     | Öl auf Leinwand                    | Ashmolean Museum of Art and Archaeology, 1952                           | Oxford               | A 824                  | 55,5 × 65     |
| Prairies à Gisors                                          | 1885      | Prairies à Gisors                                                       | 668     | 795     | Öl auf Leinwand                    | Privatsammlung, Bremen (1979)                                           |                      |                        | 60 × 73       |
|                                                            | 1885      | Le Grand Noyer dans le pré, Éragny                                      |         | 796     | Öl auf Leinwand                    | Privatsammlung                                                          |                      |                        | 38,2 × 46,5   |
|                                                            | 1885      | Gisors, quartier neuf                                                   | 672     | 797     | Öl auf Leinwand                    | Privatsammlung, Ohio                                                    |                      |                        | 60,5 × 74     |
|                                                            | 1885      | Paysanne assise                                                         | 676     | 798     | Öl auf Leinwand                    | Yale University Art Gallery, 1990                                       | New Haven (Conn.)    | 1929 – 1983.7.13       | 73 × 59,7     |
|                                                            | 1885      | Femme assise et chien dans le pré à Éragny                              | 688     | 799     | Öl auf Leinwand                    | - unbekannt -                                                           |                      |                        | 55 × 46       |
| La Maison Delafolie à Éragny, soleil couchant              | 1885      | La Maison Delafolie à Éragny, soleil couchant                           | 669     | 800     | Öl auf Leinwand                    | Musée de Grenoble, 1981                                                 | Grenoble             | DG 1986-1              | 73 × 60,5     |
|                                                            | 1885      | Le Convent du Sacré-Coeur, Gisors                                       | 673     | 801     | Öl auf Leinwand                    | Privatsammlung                                                          |                      |                        | 54 × 65       |
|                                                            | 1885      | Les Avoines à Éragny                                                    | 674     | 802     | Öl auf Leinwand                    | Verkauf bei Christie’s, New York, 1999                                  |                      |                        | 38 × 45,7     |
|                                                            | 1885      | Neaufles-Saint-Martin, près Gisors                                      | 675     | 803     | Öl auf Leinwand                    | Verkauf bei Phillips, de Pury & Luxembourg (2002)                       |                      |                        | 38,4 × 46,3   |
| La Maison Delafolie à Éragny                               | 1885      | La Maison Delafolie à Éragny                                            | 678     | 804     | Öl auf Leinwand                    | Museum of Fine Arts, 1925                                               | Boston               | 25.115                 | 54,5 × 65     |
|                                                            | 1885      | La Briqueterie Delafloie à Éragny, soleil couchant                      | 679     | 805     | Öl auf Leinwand                    | Verkauf bei Sam Salz an Joseph L. Mailman, New York (1958)              |                      |                        | 59 × 73       |
|                                                            | 1885      | Le Clos Crespin à Éragny                                                | 683     | 806     | Öl auf Leinwand                    | Acquavella Galleries, New York                                          |                      |                        | 65 × 54       |
|                                                            | 1885      | L’Église de Gisors, vue du jardin de la ville                           | 684     | 807     | Öl auf Leinwand                    | Privatsammlung                                                          |                      |                        | 65 × 55       |
|                                                            | c. 1885   | Le Clocher de Bazincourt                                                | 687     | 808     | Öl auf Leinwand                    | Privatsammlung                                                          |                      |                        | 35 × 27       |
|                                                            | 1885      | Le Pré à Éragny                                                         | 677     | 809     | Öl auf Leinwand                    | Privatsammlung, Japan                                                   |                      |                        | 46 × 55       |
|                                                            | 1885      | Meules à Éragny avec paysanne                                           |         | 810     | Öl auf Leinwand                    | Verkauf im Hôtel des Ventes, Enghien (1990)                             |                      |                        | 60 × 79       |
|                                                            | 1885      | La Meule, Éragny                                                        | 686     | 811     | Öl auf Leinwand                    | Verkauf bei Sotheby’s, New York, 1988                                   |                      |                        | 54 × 65       |
|                                                            | 1885      | Le pré à Éragny, automne                                                | 671     | 812     | Öl auf Leinwand                    | Verkauf bei Sotheby’s, New York, 2005                                   |                      |                        | 46 × 55,5     |
|                                                            | c. 1885   | Le Marais à Éragny                                                      | 660     | 813     | Öl auf Leinwand                    | - unbekannt -                                                           |                      |                        | 54 × 65       |
|                                                            | 1885      | Les Coteaux de Gisors, temps gris                                       | 670     | 814     | Öl auf Leinwand                    | Verkauf bei Sotheby’s, London, 1984                                     |                      |                        | 46 × 55       |
| Le Pré et le grand noyer en hiver, Éragny                  | 1885      | Le Pré et le grand noyer en hiver, Éragny                               | 658     | 815     | Öl auf Leinwand                    | Philadelphia Museum of Art, 1994                                        | Philadelphia         | W1921-1-9              | 60 × 73,3     |
|                                                            | 1885      | Le Marché de Gisors, Grande-Rue                                         | 690     | 816     | Öl auf Leinwand                    | Verkauf bei Sotheby’s, New York, 1991                                   |                      |                        | 46 × 38       |
|                                                            | 1885      | Paysanne attachant son soulier                                          | 689     | 817     | Öl auf Leinwand                    | - unbekannt -                                                           |                      |                        | 56 × 46       |
|                                                            | 1886      | Au jardin, mère et enfant                                               | 691     | 818     | Öl auf Leinwand                    | Privatsammlung                                                          |                      |                        | 39 × 32       |
| Bergère rentrant des mountons                              | 1886      | Bergère rentrant des mountons                                           | 692     | 819     | Öl auf Leinwand                    | Fred Jones Jr. Museum of Art, 2000                                      | Norman (Oklahoma)    | 2000.013.013           | 46 × 38       |
|                                                            | 1886      | Printemps à Éragny                                                      | 693     | 820     | Öl auf Leinwand                    | Memphis Brooks Museum of Art, 1975                                      | Memphis              | 64.6                   | 53,3 × 64,8   |
|                                                            | 1886      | Vue des coteaux de Bazincourt, après-midi                               | 698     | 821     | Öl auf Leinwand                    | Privatsammlung                                                          |                      |                        | 54 × 65       |
|                                                            | 1886      | Vue de ma fenêtre, la maison de la Sourde, Éragny                       | 696     | 822     | Öl auf Leinwand                    | Privatsammlung                                                          |                      |                        | 60 × 71       |
|                                                            | 1886      | Poires en fleur à Éragny, matin                                         | 697     | 823     | Öl auf Leinwand                    | Pola Museum of Art, 1990                                                | Kanagawa (Japan)     | P05-0208               | 54 × 65,1     |
| La Cueillette des pommes                                   | 1886      | La Cueillette des pommes                                                | 695     | 824     | Öl auf Leinwand                    | Ōhara-Kunstmuseum, 1941                                                 | Kurashiki            | 1008                   | 124,5 × 124,5 |
|                                                            | 1886      | Vue de ma fenêtre, Éragny                                               | 721     | 825     | Öl auf Leinwand                    | Ashmolean Museum of Art and Archaeology, 1950                           | Oxford               | A 794                  | 65 × 81       |
| La Briqueterie Delafolie à Éragny                          | 1886      | La Briqueterie Delafolie à Éragny                                       | 724     | 826     | Öl auf Leinwand                    | Davlyn Galler, New York (c. 2001)                                       |                      |                        | 58 × 72       |
| La Maison de la Sourde et le clocher d’Éragny              | 1886      | La Maison de la Sourde et le clocher d’Éragny                           | 702     | 827     | Öl auf Leinwand                    | Indianapolis Museum of Art, 2002                                        | Indianapolis         | 2002.76                | 65 × 81       |
| Le Chemin de fer de Dieppe                                 | 1886      | Le Chemin de fer de Dieppe                                              | 694     | 828     | Öl auf Leinwand                    | Philadelphia Museum of Art, 2014                                        | Philadelphia         | 2014-167-1             | 54 × 65       |
|                                                            | 1886      | Prairie à Éragny                                                        | 700     | 829     | Öl auf Leinwand                    | Verkauf bei Christie’s, New York, 1997                                  |                      |                        | 59,4 × 73     |
|                                                            | 1886      | Paysannes ramassant des herbes, Éragny                                  | 699     | 830     | Öl auf Leinwand                    | Privatsammlung                                                          |                      |                        | 38 × 46       |
|                                                            | 1886      | Soleil couchant, automne, Éragny                                        | *       | 831     | Öl auf Leinwand                    | Privatsammlung, USA (1994)                                              |                      |                        | 33 × 41       |
|                                                            | c. 1886   | Arbre en fleur, Éragny                                                  |         | 832     | Öl auf Holz                        | Privatsammlung, Frankreich                                              |                      |                        | 16,2 × 24     |
|                                                            | c. 1886   | La Prairie de Bazincourt                                                | 703     | 833     | Öl auf Holz                        | Verkauf bei Christie’s, New York, 2001                                  |                      |                        | 15,3 × 23     |
|                                                            | c. 1886   | Bords de l’Epte à Éragny                                                | *       | 834     | Öl auf Holz                        | Privatsammlung, USA (1953)                                              |                      |                        | 15,2 × 23,2   |
|                                                            | c. 1886   | Entrée du village d’Éragny, soleil                                      | 704     | 835     | Öl auf Holz                        | Verkauf bei Christie’s, New York, 2002                                  |                      |                        | 16 × 19       |
|                                                            | c. 1886   | Paysage à Éragny                                                        | 705     | 836     | Öl auf Holz                        | Privatsammlung, Amsterdam (1981)                                        |                      |                        | 16 × 23,5     |
|                                                            | c. 1886   | Chemin de campagne                                                      |         | 836bis  | Öl auf Holz                        | Privatsammlung                                                          |                      |                        | 23,5 × 15,6   |
|                                                            | c. 1886   | La Labour à Éragny                                                      | 706     | 837     | Öl auf Holz                        | Verkauf bei Christie’s, New York, 2001                                  |                      |                        | 15,6 × 23,5   |
|                                                            | c. 1886   | Vue de Bazincourt, effet de neige                                       | 707     | 838     | Öl auf Holz                        | Privatsammlung, London (1967)                                           |                      |                        | 15,5 × 23,5   |
|                                                            | 1887      | Vue de Bazincourt, soleil couchant                                      | 739     | 839     | Öl auf Holz                        | Verkauf bei Succession Jean Bouin-Luce, Paris (1999)                    |                      |                        | 15,5 × 23,5   |
|                                                            | c. 1887   | Le Pommier à Éragny                                                     | 708     | 840     | Öl auf Holz                        | Verkauf bei Christie’s, New York, 1999                                  |                      |                        | 15,5 × 21     |
|                                                            | c. 1887   | Vue de Bazincourt                                                       |         | 841     | Öl auf Holz                        | Musée du Docteur Faure                                                  | Aix-les-Bains        | 4874                   | 20,6 × 28,4   |
|                                                            | 1887      | Soleil d’après-midi, dans le pré à Éragny                               | 709     | 842     | Öl auf Leinwand                    | Musée d’Orsay, 1986                                                     | Paris                | 1937–47                | 54,5 × 65     |
|                                                            | 1887      | Vaches au pâturage, Éragny                                              | 711     | 843     | Öl auf Leinwand                    | - unbekannt -                                                           |                      |                        | 65 × 81       |
| Maisons de paysans, Éragny                                 | 1887      | Maisons de paysans, Éragny                                              | 710     | 844     | Öl auf Leinwand                    | Art Gallery of New South Wales, 1935                                    | Sydney               | 1935 - 6326            | 59 × 71,7     |
|                                                            | 1887      | Soleil couchant dans notre pré                                          | 712     | 845     | Öl auf Leinwand                    | - unbekannt -                                                           |                      |                        | 54 × 65       |
|                                                            | 1887      | La Rue à Éragny vue de la fenêtre, le sorbier                           | 714     | 846     | Öl auf Leinwand                    | The Mitsubishi Trust and Banking Corporation, Tokio                     |                      |                        | 55,5 × 46     |
|                                                            | 1887      | La Cavée à Éragny, plein midi                                           | 715     | 847     | Öl auf Leinwand                    | - unbekannt -                                                           |                      |                        | 73 × 92       |
| La Récolte des foins, Éragny                               | 1887      | La Récolte des foins, Éragny                                            | 713     | 848     | Öl auf Leinwand                    | Privatsammlung, Vereinigtes Königreich                                  |                      |                        | 50 × 66       |
|                                                            | c. 1887   | Pommier sous le soleil, Éragny                                          | *       | 849     | Öl auf Holz                        | Musée du Docteur Faure                                                  | Aix-les-Bains        | 4873                   | 20,7 × 28,2   |
| La Cueillette des pommes, Éragny                           | 1887–88   | La Cueillette des pommes, Éragny                                        | 726     | 850     | Öl auf Leinwand                    | Dallas Museum of Art, 1955                                              | Dallas               | 1955.17.M              | 60 × 73       |
|                                                            | 1887      | Vue de Bazincourt                                                       | 725     | 851     | Öl auf Holz                        | Privatsammlung, Frankreich (2001)                                       |                      |                        | 16 × 24       |
| Paysage d’été avec vaches. Éragny                          | 1887–1902 | Paysage d’été avec vaches. Éragny                                       | 1260    | 852     | Öl auf Leinwand                    | Philadelphia Museum of Art, 1961                                        | Philadelphia         | 1961–150–1             | 55,9 × 66     |
| Femme étendant du linge, étude                             | c. 1887   | Femme étendant du linge, étude                                          | 716     | 853     | Öl auf Leinwand, auf Holz montiert | Verkauf bei Deuville, C.D.I. (2004)                                     |                      |                        | 73,3 × 59,7   |
| Femme étendant du linge, Éragny                            | 1887      | Femme étendant du linge, Éragny                                         | 717     | 854     | Öl auf Leinwand                    | Musée d’Orsay, 1986                                                     | Paris                | 1972–29                | 41 × 32,5     |
| La Seine à Rouen, l’île Lacroix, effet de brouillard       | 1888      | La Seine à Rouen, l’île Lacroix, effet de brouillard                    | 719     | 855     | Öl auf Leinwand                    | Philadelphia Museum of Art, 1961                                        | Philadelphia         | 1060                   | 46,7 × 55,9   |
|                                                            | c. 1888   | Femme cassant du bois, étude                                            | 756     | 856     | Öl auf Leinwand                    | Neffe-Deandt, London                                                    |                      |                        | 33,5 × 33,5   |
|                                                            | 1888      | Gelée blanche, jeune paysanne faisant du feu                            | 722     | 857     | Öl auf Leinwand                    | Musée d’Orsay, 2001                                                     | Paris                | RF 2000–83             | 92,8 × 92,5   |
|                                                            | 1888      | Pommier en fleur, Éragny                                                | 720     | 858     | Öl auf Leinwand                    | Verkauf bei Christie’s, New York, 1999                                  |                      |                        | 46,5 × 56     |
|                                                            | 1888      | Les Coteux de Thierceville, temps gris                                  |         | 859     | Öl auf Leinwand                    | Privatsammlung                                                          |                      |                        | 54 × 73       |
|                                                            | 1888      | Le Troupeau de moutons, Éragny                                          | 723     | 860     | Öl auf Leinwand                    | Privatsammlung, Paris (c. 1981)                                         |                      |                        | 46 × 55       |
|                                                            | 1888–1901 | Vachère au bord de l’Epte, Bazincourt                                   | 718     | 861     | Öl auf Leinwand                    | Privatsammlung, Vereinigtes Königreich                                  |                      |                        | 60 × 73       |
|                                                            | c. 1888   | Paysage avec maisons, environs d’Éragny                                 |         | 862     | Öl auf Holz                        | Verkauf bei Christie’s, London, 1984                                    |                      |                        | 16,5 × 24     |
|                                                            | 1889      | Vue sur le village de Bazincourt                                        | 727     | 863     | Öl auf Holz                        | Verkauf bei Sotheby’s, London, 1983                                     |                      |                        | 16 × 24       |
|                                                            | c. 1889   | Vue sur le clocher de Bazincourt                                        |         | 864     | Öl auf Holz                        | Galerie Salis & Vertes, Salzburg (1996)                                 |                      |                        | 15,5 × 23,5   |
|                                                            | 1889      | Pruniers en fleur, Pontoise                                             | 728     | 865     | Öl auf Leinwand                    | Himeji City Museum of Art, 1994                                         | Himeji (Japan)       | K-4                    | 46 × 55       |
| Faneuse à Éragny                                           | 1889      | Faneuse à Éragny                                                        | 729     | 866     | Öl auf Leinwand                    | Verkauf bei Sotheby’s, New York, 1998                                   |                      |                        | 73,7 × 60,3   |
|                                                            | 1889      | Troupeua de moutons, dans un champ aprés la moisson, Éragny             | 736     | 867     | Öl auf Leinwand                    | Privatsammlung                                                          |                      |                        | 62 × 76       |
| Paysannes causant dans la cour d’une ferme, Éragny         | 1889–1902 | Paysannes causant dans la cour d’une ferme, Éragny                      | 1272    | 868     | Öl auf Leinwand                    | Privatsammlung, Frankreich                                              |                      |                        | 81 × 65       |
|                                                            | 1889      | Les Glaneuses                                                           | 730     | 869     | Öl auf Leinwand                    | Kunstmuseum Basel, 1970                                                 | Basel                |                        | 65,5 × 81     |
|                                                            | 1889      | La Maison Delafolie à Éragny                                            | 733     | 870     | Öl auf Leinwand                    | Verkauf bei Christie’s, New York, 1999                                  |                      |                        | 60 × 73,5     |
| Le Sentier, femmes causant                                 | 1889      | Le Sentier, femmes causant                                              | 731     | 871     | Öl auf Leinwand                    | Detroit Institute of Arts, 1920                                         | Detroit              | 21.34                  | 72,4 × 59,7   |
|                                                            | 1889      | La Gardeuse de vaches, Saint-Charles. Éragny                            | 732     | 872     | Öl auf Leinwand                    | Privatsammlung                                                          |                      |                        | 81 × 65       |
| Paysage avec troupeau de moutons                           | 1889–1902 | Paysage avec troupeau de moutons                                        | 1259    | 873     | Öl auf Leinwand                    | Norton Simon Art Museum, 1964                                           | Pasadena             | P. 1964.24             | 60,3 × 73,7   |
| Femme et chèvre à Éragny                                   | 1889      | Femme et chèvre à Éragny                                                | *       | 874     | Öl auf Leinwand                    | Museum of Fine Arts, 1912                                               | Boston               | L-R 1323.12            | 60 × 73,7     |
|                                                            | 1890      | Femme poussant une brouette, Éragny                                     | 748     | 875     | Öl auf Leinwand                    | Privatsammlung                                                          |                      |                        | 33 × 41       |
|                                                            | 1890      | Paysanne gardant des oies, Éragny, bords de l’Epte                      | 978     | 876     | Öl auf Leinwand                    | Verkauf bei Christie’s, 2005                                            |                      |                        | 46,5 × 55,2   |
|                                                            | 1890      | Femme cassant du bois, étude                                            | 757     | 877     | Öl auf Leinwand                    | Kowa Company, Japan (c. 1993)                                           |                      |                        | 126 × 125     |
| Paul-Émile Pissarro                                        | c. 1890   | Paul-Émile Pissarro                                                     | 826     | 878     | Öl auf Leinwand                    | Paul Raymond Haas (1968)                                                |                      |                        | 41 × 33       |
|                                                            | 1890      | Printemps, Éragny                                                       | 741     | 879     | Öl auf Leinwand                    | - unbekannt -                                                           |                      |                        | 38 × 46       |
|                                                            | 1890      | Pâturage, coucher de soleil, Éragny                                     | 753     | 880     | Öl auf Leinwand                    | Privatsammlung (2001)                                                   |                      |                        | 38,1 × 45,7   |
|                                                            | 1890      | Vacher dans un pré à Éragny                                             | *       | 881     | Öl auf Leinwand                    | Verkauf bei Sotheby’s, London, 2005                                     |                      |                        | 38,4 × 46,2   |
|                                                            | 1890      | Printemps par temps gris, Éragny                                        | 743     | 882     | Öl auf Leinwand                    | Verkauf bei Art Gallery Ontario (1972)                                  |                      |                        | 61 × 82       |
| Battersea Bridge, Chelsea, Londres                         | 1890      | Battersea Bridge, Chelsea, Londres                                      | *       | 883     | Öl auf Leinwand                    | Privatsammlung                                                          |                      |                        | 59,7 × 72,4   |
| Le Pont de Charing Cross, Londres                          | 1890      | Le Pont de Charing Cross, Londres                                       | 745     | 884     | Öl auf Leinwand                    | National Gallery of Art, 1985                                           | Washington           | 1985.64.32             | 60 × 92,4     |
|                                                            | 1890      | La Serpentine, Hyde Park, Londres, effet de brouillard                  | 744     | 885     | Öl auf Leinwand                    | Privatsammlung                                                          |                      |                        | 54 × 73       |
|                                                            | 1890      | Kensington Gardens, Londres                                             | 747     | 886     | Öl auf Leinwand                    | Arkansas Arts Center, 2000                                              | Little Rock (Ark.)   | XL. 2000.02.005        | 53,5 × 73     |
| Hampton Court Green, Londres                               | 1890–91   | Hampton Court Green, Londres                                            | 746     | 887     | Öl auf Leinwand                    | National Gallery of Art, 1970***                                        | Washington           | 1970.17.53             | 54,3 × 73     |
|                                                            | 1890–92   | Primrose Hill, Londres                                                  | 804     | 888     | Öl auf Leinwand                    | Verkauf bei Christie’s, New York, 1997                                  |                      |                        | 65,3 × 81     |
| Soleil couchant à Éragny                                   | 1890      | Soleil couchant à Éragny                                                | 751     | 889     | Öl auf Leinwand                    | Israel Museum, 1998                                                     | Jerusalem            | B98.0700               | 66 × 82,7     |
|                                                            | 1890      | Paysans plantant des pommes de terre, Éragny                            | 755     | 890     | Öl auf Leinwand                    | Buffalo AKG Art Museum, 1940                                            | Buffalo (N.Y.)       | 40:20                  | 64,5 × 80,3   |
|                                                            | 1890      | Paysans travaillant dans les champs, Éragny                             | 749     | 891     | Öl auf Leinwand                    | Privatsammlung (1945)                                                   |                      |                        | 33 × 41       |
|                                                            | 1890      | Plaine à Éragny, le laboureur, plein soleil                             | 750     | 892     | Öl auf Leinwand                    | Privatsammlung                                                          |                      |                        | 54 × 65       |
|                                                            | 1890      | La Gardeuse d’oies à Monfoucault                                        |         | 893     | Öl auf Holz                        | - unbekannt (nach 1978) -                                               |                      |                        | 23 × 18       |
|                                                            | c. 1890   | Paysans ramassant des pommes                                            |         | 894     | Öl auf Holz                        | Verkauf bei Sotheby Parke Bernet, Südafrika (1975)                      |                      |                        | 10 × 26,5     |
|                                                            | c. 1890   | Le Grand Noyer et le pré, Éragny                                        | *a      | 895     | Öl auf Holz                        | Privatsammlung                                                          |                      |                        | 15,5 × 23,2   |
|                                                            | 1890      | Gardeuse de vaches à Éragny                                             | 754     | 896     | Öl auf Holz (cradled panel)        | Verkauf im Hôtel Rameau, Versailles (1981)                              |                      |                        | 15,2 × 23,5   |
|                                                            | c. 1890   | Le Grand Noyer à Éragny, automne, esquisse                              | 742     | 897     | Öl auf Leinwand                    | Verkauf bei Sotheby’s, Tel Aviv, 1995                                   |                      |                        | 38 × 46       |
|                                                            | c. 1890   | Coteaux de Bazincourt, soleil couchant                                  | 760     | 898     | Öl auf Leinwand                    | - unbekannt -                                                           |                      |                        | 16 × 23,5     |
|                                                            | c. 1890   | Vue de Bazincourt                                                       |         | 899     | Öl auf Leinwand                    | Privatsammlung, Niederlande                                             |                      |                        | 14,5 × 22     |
|                                                            | c. 1890   | Prairies de Bazincourt et le grand noyer, Éragny                        |         | 900     | Öl auf Leinwand                    | Privatsammlung, Frankreich (1988)                                       |                      |                        | 15,5 × 23,5   |
| Vaches dans un pré, soleil couchant                        | 1890      | Vaches dans un pré, soleil couchant                                     | 752     | 901     | Öl auf Leinwand                    | - unbekannt -                                                           |                      |                        | 46 × 55       |
|                                                            | c. 1890   | Coteaux de Bazincourt, effet d’hiver                                    | 759     | 902     | Öl auf Holz                        | Verkauf bei Christie’s, New York, 1983                                  |                      |                        | 15,7 × 23,7   |
| Les Saules en hiver, Éragny                                | c. 1890   | Les Saules en hiver, Éragny                                             | 762     | 903     | Öl auf Holz                        | Museo Nacional de Bellas Artes                                          | Santiago             | E-345                  | 16 × 23       |
|                                                            | c. 1890   | Effet de neige à Éragny, esquisse                                       | 737     | 904     | Öl auf Leinwand                    | Privatsammlung, Paris (c. 1980)                                         |                      |                        | 65 × 54       |

* Werk war Ludovic-Rodo Pissarro zur Zeit der Erstellung des Werkverzeichnisses (1939) bekannt, fand aber nicht darin Eingang.
*a Ludovic-Rodo Pissarro hielt dieses Bild als ein Werk seines Bruders Georges.
** Keine Abbildung bekannt.
*** Dauerleihgabe an das Munch-Museum Oslo.